# Mont King George
El Mont King George és una muntanya de les Muntanyes Saint Elias que s'eleva fins als 3.741 msnm i té una prominència de 1.281 metres. El cim es troba 34 quilòmetres a l'est del Mont Logan. La muntanya va ser batejada el 1935, juntament amb la veïna Mont Queen Mary (6 km), pel jubileu dels 25 anys de regnat del rei Jordi V i la reina Maria.
El primer ascens documentat no es va produir fins al 1966.